# Pengerang Integrated Petroleum Complex
Il Pengerang Integrated Petroleum Complex (PIPC) è un enorme polo petrolchimico attualmente in costruzione a Pengerang, nel Distretto di Kota Tinggi, nello stato malese di Johor. Il sito ricopre un'area di oltre 80 km2 e una volta terminato ospiterà una raffineria, un cracker di nafta, impianti petrolchimici, un terminal di Gas naturale liquefatto e un impianto di rigassificazione.
Il progetto PIPC incrementerà la produzione malese di prodotti petroliferi e petrolchimici. Il sito del complesso è stato scelto per la sua posizione lungo le rotte marittime tra il Medio Oriente e la Cina.

## Gestione
Per seguire e gestire lo sviluppo del progetto è stata creata una società governativa ad hoc, la Johor Petroleum Development Corporation Berhad (JPDC), sussidiaria della Malaysia Petroleum Resources Corporation (MPRC).

## Il PICP: i Terminal marittimi e il Complesso Integrato
Il progetto del PIPC è partito con lo sviluppo del Pengerang Deepwater Terminal (PDT) da parte della Pengerang Independent Terminals Sdn Bhd (PITSB), una joint venture tra Dialog Group, l'olandese Royal Vopak e lo stato di Johor, che è stato ampliato con il Pengerang Deepwater Terminal Fase2 e al quale è stato aggiunto il Pengerang Integrated Complex (PIC), che comprende la Raffineria e il Petrolchimico (Refinery and Petrochemical Integrated Development - RAPID) più sei infrastrutture principali.

### I Terminal - PDT
Il Pengerang Deepwater Terminal (PDT) Fase 1 serve da infrastruttura di stoccaggio, miscela e distribuzione di prodotti e intermedi petroliferi e petrolchimici, con una capacità di stoccaggio di 1.3 milioni di metri cubi. Dotato di un pontile di acque profonde con sei ormeggi, permette l'attracco delle megapetroliere e delle superpetroliere. In attività dal 2014, appartiene alla Pengerang Independent Terminals Sdn Bhd (PITSB).
Il Pengerang Terminals Two Fase 2 è una infrastruttura simile alla Fase 1, con una capacità di stoccaggio di 2.1 milioni di metri cubi a servizio della Raffineria e del Petrolchimico. Anche la Fase 2 è dotata di un pontile di acque profonde con dodici ormeggi.

### La Raffineria e il Petrolchimico - PIC
L'altra parte del PICP è rappresentata dal Pengerang Integrated Complex (PIC), che rappresenta a oggi il maggior investimento di Petronas nel settore downstream in un singolo sito produttivo.
Il PIC comprende la Raffineria e il Petrolchimico con sei infrastrutture principali:
1. La Raffineria e il Petrolchimico / Refinery and Petrochemical Integrated Development - RAPID: attualmente in costruzione per conto della PETRONAS Refinery & Petrochemical Corporation (PRPC), la raffineria ha una capacità di 300.000 barili al giorno. Con lo steam cracker la capacità complessiva supererà i 3 milioni di tonnellate annue di etilene, propilene e olefine C4-C6[10].
2. L'unità di separazione aria / Air Separation Unit (ASU): in costruzione per PETRONAS Gas Berhad (PGB). L'unità produrrà ossigeno e azoto liquidi per servire il complesso, e sarà costituita da due treni per una capacità complessiva di 1.600 tonnellate al giorno[11].
3. Il Terminal Marino 2 / Pengerang Deepwater Terminal 2 (PDT2): in costruzione per la Pengerang Terminals (Two) Sdn Bhd (PT2SB), joint venture tra Dialog Equity (Two) Sdn Bhd, PRPC Utilities and Facilities Sdn Bhd, Vopak Terminal Pengerang BV e State Secretary, Johor (Incorporated). Con una capacità di 1.7 milioni di metri cubi, il PDT2 coprirà gestione, stoccaggio e distribuzione di greggio, prodotti e intermedi della raffineria e del petrolchimico attraverso 11 punti di approdo[12].
4. L'impianto di Cogenerazione / Pengerang Co-generation Plant (PCP): in costruzione per la Pengerang Power Sdn. Bhd., sussidiaria della PETRONAS Power Sdn Bhd. A regime fornirà energia (1.220 megawatt) e vapore (1.480 tonnellate all'ora) all'intero complesso[13].
5. Impianto di acqua grezza / Projek Air Mentah RAPID (PAMER): In costruzione per la PETRONAS Refinery & Petrochemical Corporation Water (PRPC Water). A regime fornirà circa 230 milioni di litri al giorno al complesso[14].
6. Impianto di rigassificazione del Terminal 2 / Re-gasification Terminal 2 (RGT2): in costruzione per la PETRONAS Gas Berhad (PGB), il RGT2 comprende infrastrutture di carico e scarico, stoccaggio, trattamento e rigassificazione di LNG, per una capacità di 3.5 milioni di tonnellate all'anno. Oltre a garantire una fornitura di gas naturale a RAPID e all'impianto di cogenerazione, sarà connesso anche alla rete di distribuzione nazionale (Peninsular Gas Utilization (PGU)) tramite il gasdotto Pengerang Gas Pipeline (PGP)[15].
7. Servizi Centralizzati / Centralised and Shared Utilities & Facilities (UF): in costruzione per la PETRONAS Refinery & Petrochemical Corporation Utilities & Facilities (PRPC UF) Sdn Bhd, sussidiaria del PETRONAS Group[16].

## Collegamenti e trasporti
Il complesso è raggiungibile da Johor Bahru tramite l'autostrada Senai–Desaru Expressway.